# 新城街道 (嘉兴市)
新城街道是中华人民共和国浙江省嘉兴市秀洲区下辖的一个街道办事处。

## 行政区划
新城街道下辖以下村级行政区划单位：
亚都社区、秀和社区、春晓社区、中山社区、木桥港村、义庄村和九里村。